# Konwój PQ-11
Konwój PQ-11 – konwój arktyczny z okresu II wojny światowej wysłany przez aliantów ze sprzętem wojennym i surowcami do ZSRR, które były niezbędne do prowadzenia dalszej walki przeciwko III Rzeszy. Konwój wypłynął z Islandii 14 lutego 1942. 

## Skład i straty
Konwój składał się z 13 statków handlowych. Konwój PQ-11 bez strat dotarł do Murmańska 22 lutego.